# SMS Emden (1908)
SMS Emden byl lehký křižník německého císařského námořnictva, který byl bojově nasazen v první světové válce. Byl jednou ze dvou postavených lodí třídy Dresden. Emden přepadal během druhé poloviny roku 1914 především spojenecké zásobovací a válečné lodě v oblasti celého Indického oceánu, jichž sám bez pomoci potopil celkem třicet. 9. listopadu 1914 však musel být kapitánem cíleně naveden na mělčinu, aby bylo zabráněno potopení lodi z důvodu těžkého poškození, které utrpěla u Kokosových ostrovů ve střetu s australským křižníkem HMAS Sydney.

## Konstrukce
Kýl lodě byl položen dne 6. dubna 1906 v Kaiserliche Werft v Gdaňsku. Jméno bylo zvoleno podle města Emden na řece Ems. Do služby vstoupila 10. července 1909. Výtlak lodi byl 3 364 tun, délka 118 m, šířka 13,4 m, ponor 5,3 m. Pohon byl zajišťován parními stroji. Při výkonu 12 MW a tří komínech umožňovaly rychlost 23 uzlů (42,6 km/h). Emden byla poslední velká německá loď poháněná parními stroji, všechny další již byly vybaveny turbínami. Hlavní výzbroj tvořilo 10 děl ráže 105 mm, přičemž loď dále nesla dva 450mm torpédomety. Posádka sestávala z 360 mužů, jakožto velitel byl jmenován korvetní kapitán Karl von Müller.

## Služba
Od 1. dubna 1910 byl Emden zařazen do Německé východoasijské eskadry, operující pod velením viceadmirála hraběte Maximiliana von Spee ze základny v Tsing-Tau. Po vypuknutí první světové války dostal Emden rozkaz připojit se k hlavním silám eskadry při Karolínském ostrově Pagan. 4. srpna 1914 zajal při své plavbě první loď a to ruský parník Rjazaň. 13. srpna vyplula von Speeova eskadra s cílem obeplout Hornův mys a probít se zpět do Německa. Eskadra sice v následujícím střetu s britskou flotilou v námořní bitvě u Coronelu u pobřeží Chile zvítězila, následně však byla zničena v bitvě při Falklandských ostrovech.

### Počátek korzárské plavby

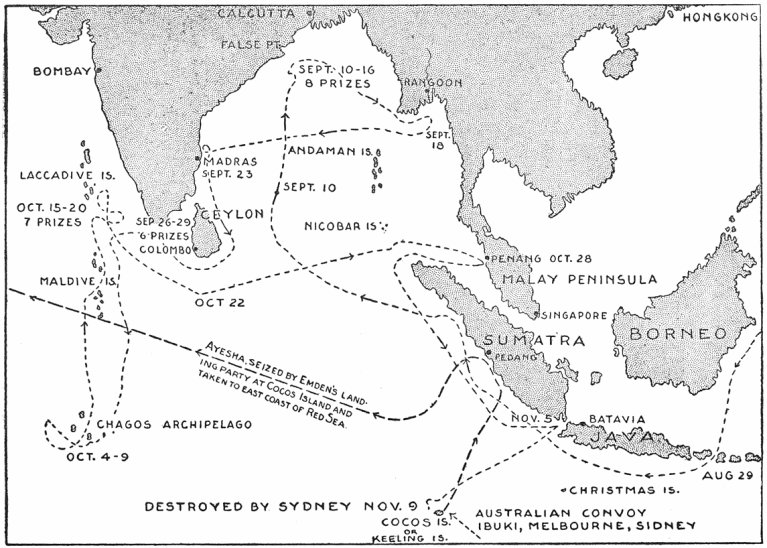
Trasa plavby Emdenu v Indickém oceánu od září do listopadu 1914

Dne 14. srpna 1914 dostal kapitán Müller rozkaz proniknout do Indického oceánu a narušovat zde spojenecké obchodní trasy. Jeho druhým cílem bylo rozptýlit síly Dohody a tím usnadnit únik hlavních sil východoasijské eskadry. Oba cíle byly splněny a Emden ke konci jeho plavby hledalo 78 lodí čtyř států (Francouzské, Britské, Ruské a Australské). Emden na jeho misi doprovázela německá nákladní loď Tannenfels se zásobami paliva. Tyto lodě společně propluly Lombockou úžinou z Tichého do Indického oceánu a zamířili do Bengálského zálivu.
9. září se Emdenu podařilo zajmout řecký parník Pontoporos a v průběhu týdne dalších sedm lodí. Jeho činnost ochromila námořní dopravu v celé oblasti. Kapitán Müller usoudil, že oblast budou prohledávat spojenecké křižníky a proto se přesunul na spojnici Singapur-Rangún. 22. září připlul k Madrasu a ve 21.30 místního času vypálil na přístav 130 ran. Přitom se mu podařilo zasáhnout zásobníky ropy spadající pod britskou společnost Burmah Oil Company. Došlo k požáru, při němž shořelo kolem dvou milionů litrů ropy, největší zásoby této komodity v Indii. Po této akci zamířil Müller k Cejlonu (dnešní Srí Lance), kde zničil pět obchodních lodí a zajaté posádky umístil na šestou zajatou loď.
Od 25. září do 11. října provedla posádka nutné opravy a údržbu při souostroví Lakadivy. 11. října byl Emden znovu na moři při západním pobřeží Srí Lanky a následně při Maledivách. V průběhu týdne zajal dalších sedm lodí. Posádky byly soustředěny na jednu a ostatní lodě byly potopeny.

### Bitva u Penangu

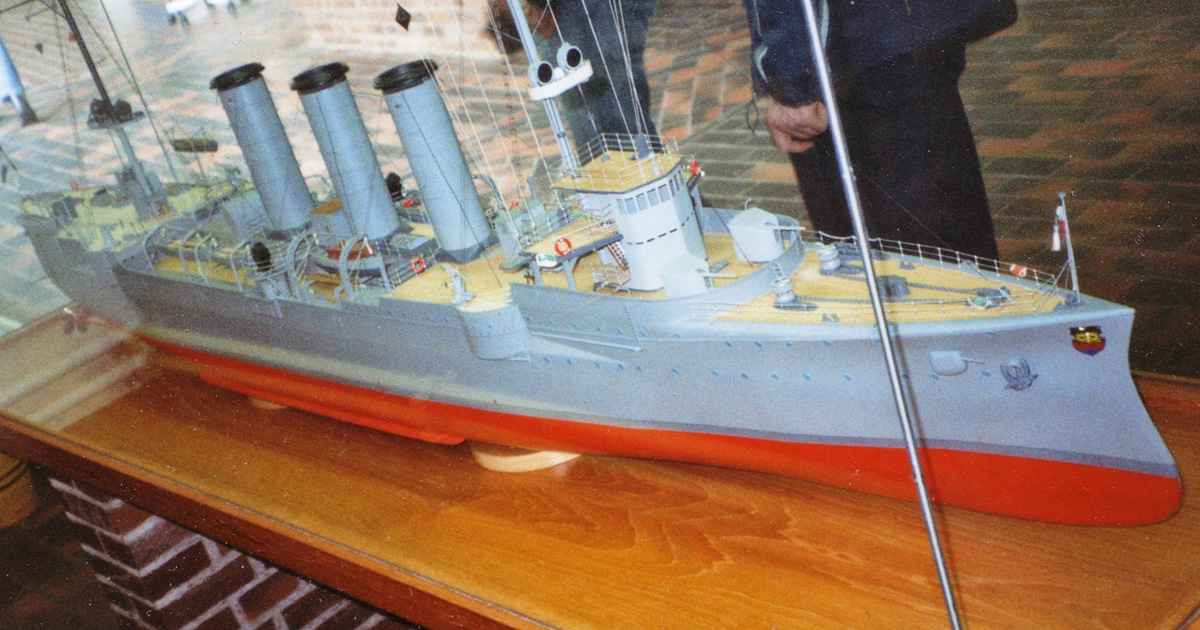
Model křižníku SMS Emden

Dne 22. října v 3.00 se objevil před přístavem George Town na ostrově Penang v Malajsii, zamaskovaný čtvrtým falešným komínem, aby vypadal jako britský křižník. Všechny britské křižníky měly čtyři komíny, přičemž německé měly pouze tři. Hlídky sice loď zpozorovaly, lest se mu však povedla a lodi tedy nikdo nevěnoval zvláštní pozornost. Emden náhle zahájil palbu, v přístavu zničil ruský chráněný křižník Žemčug a při úniku z přístavu též hlídkující francouzský torpédoborec Mousquet. Útok na Žemčug si vyžádal 87 mrtvých a 135 raněných. Na Mousqete padlo 40 námořníků včetně kapitána. 35 trosečníků Emden zachránil a následně odevzdal na neutrální norskou loď. Kapitán ruského Žemčugu baron Čerkasov nebyl během útoku na palubě, nýbrž u své přítelkyně. Za to byl pro nedbalost odsouzen k 3,5 rokům vězení.

### Potopení lodi

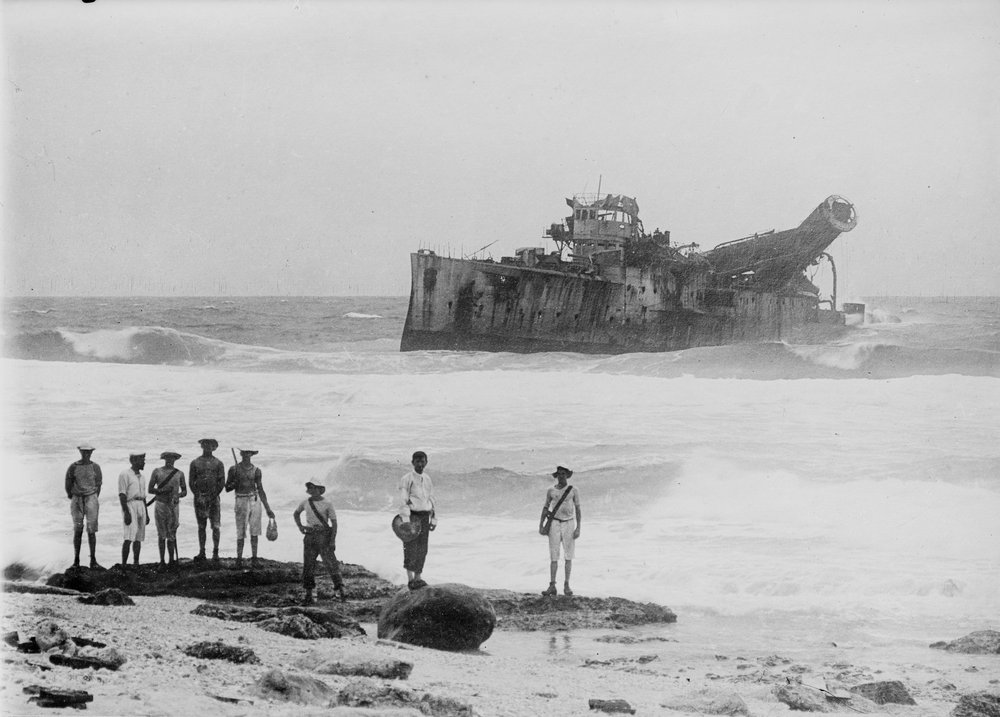
Vrak Emdenu

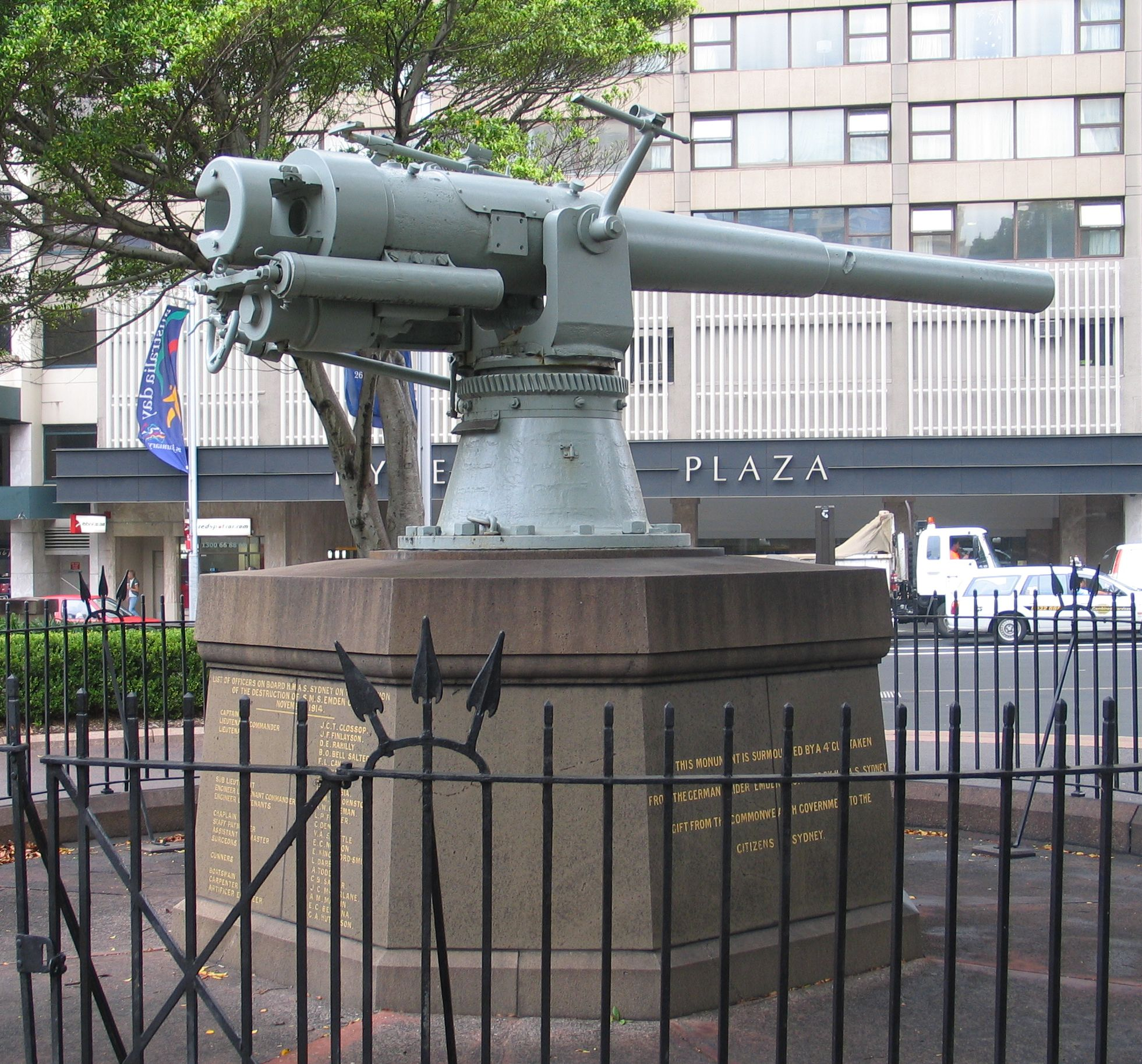
105mm dělo z Emdenu nacházející se v Hyde Parku v Sydney

Po této akci Emden zamířil ke Kokosovým ostrovům, kde měl Müller v plánu zničit vysílací stanici Eastern Telegraph Company na ostrově Direction. Tím by byla výrazně narušena spojenecká námořní komunikace v Indickém oceánu. Následně plánoval proplout Indickým oceánem až k nejvýchodnějšímu cípu Afriky při Sokotře. Při této plavbě by mohl narušit námořní transport Dohody na linii Bombaj-Aden.
9. listopadu 1914 se přiblížil k ostrovu Direction a pokusil se zopakovat úspěšný trik s falešným komínem. Posádka ostrova se však již oklamat nenechala a stihla odvysílat volání o pomoc. Vysílání sice Emden zachytil, ale odpověď přišla až z britského křižníku HMS Hampshire, nacházejícího se ve vzdálenosti 220 mil, díky čemuž byl Müller přesvědčen, že má 2 až 3 hodiny času na zničení stanice a následný únik.
55 mil severně v tu dobu proplouval spojenecký konvoj, na jehož palubách byli do Evropy transportováni vojáci. Jeho vysílačky na volání o pomoc nereagovaly. Z jeho doprovodu se odpojil pouze australský lehký křižník HMAS Sydney a zamířil na pomoc ostrovu. Hlídky na Emdenu loď zpozorovaly na horizontu, ale z jejich úhlu pohledu šlo o jednokomínový parník a domnívaly se, že se jedná o německou zásobovací loď Buresk, která měla křižníku doplnit palivo. Až když Sydney změnil kurz a bylo vidět jeho celý profil si uvědomili, že k nim pluje válečná loď, na útěk však již bylo v tomto okamžiku pozdě.
Mezitím Emden provedl výsadek 44 námořníků a tří důstojníků, kteří obsadili stanici a začali ji ničit. Podařilo se jim přerušit vysílání spojující Austrálii a Indii. V 9.30 hod. se ozvala siréna vyzývající k návratu na loď. Než doběhli ke člunům, odplouval již Emden pryč. V 9.40 nařídil velitel Sydney, kapitán John Glossop, zahájit palbu na vzdálenost 9 400 metrů, na což Němci okamžitě odpověděli. Sydney byl vyzbrojen děly ráže 152 mm a měl trojnásobnou palebnou převahu. Posádka Emdenu nebyla schopna plně využít své dělostřelectvo, protože část jeho obsluhy byla součástí výsadku na ostrově. Emden za 20 minut přestal odpovídat na nepřátelskou palbu, kromě dvou, měl zničeny všechny děla, torpédomety, dva komíny a kormidlo. V 11.00 přestal pálit a kapitán Müller se v 11.15 snažil dostat loď na břeh ostrova North Keeling. Loď sedla na mělčinu poté, co obdržela přes 100 zásahů. Sydney pokračoval v palbě ještě pět minut, dokud jeho posádka nezpozorovala na obzoru kouř. Glossop mu zamířil vstříc v domnění, že se blíží německý křižník SMS Königsberg. Ukázalo se však, že jde o Buresk, zásobovací loď Emdenu. Po varovném výstřelu 16členná posádka svou loď potopila a vzdala se. Sydney se poté vrátil k Emdenu a pokračoval v palbě do hořícího vraku. Po několika minutách posádka stáhla válečnou zástavu a vyvěsila bílou vlajku na znamení kapitulace. Sydney poslal k vraku záchranný člun, ale vzhledem k vlnobití na útesech se mu ke ztroskotané lodi přiblížit nepodařilo. Následně Sydney odplul, aby zkontroloval radiovou stanici. K vraku se vrátil druhý den, aby zachránil případné přeživší námořníky z Emdenu. V boji padlo 134 Němců, 65 bylo raněných, ztráty Australanů činily 4 mrtvé a 17 raněných.
Křižníku Sydney se však nepodařilo zajmout celou posádku Emdenu. Oddíl, který vedl útok na telegrafní stanici, se v průběhu boje zmocnil škuneru Ayesha o výtlaku 123 tun a odplul. Velel jim námořní poručík von Mücke. Po komplikované plavbě bez navigačních pomůcek a map se dostali do dnešního Jemenu, tehdejší součásti Osmanské říše, která byla německým spojencem a přes Istanbul se vrátili do Německa.
Zdroje se dost podstatně rozcházejí v údajích, kolik lodí Emden zničil, nebo zajal, podle nejspolehlivějších německých údajů to bylo 25 obchodních lodí a dvě válečné. Poručík von Mücke byl přijat císařem a mimořádně povýšen na fregatního kapitána, von Müller zkázu Emden přežil a padl do zajetí. Během něho byl v nepřítomnosti císařem mimořádně povýšen na námořního kapitána. Zemřel v roce 1923 na následky malárie.
Kapitán von Müller po celou dobu činnosti jednal v souladu s Haagskými konvencemi, což respektovali i jeho protivníci. Snažil se šetřit životy civilních námořníků a jednat s nimi lidsky. Samotný vrak a jeho okolí byl dlouhá léta cílem hledačů pokladů, protože podle rozšířené legendy měl mít na palubě válečnou pokladnu s 2 500 000 marek ve zlatě.
Celkové přímé ztráty způsobené křižníkem Emden němečtí ekonomové vyčíslili na 15 milionů předválečných marek, nepřímé ztráty způsobené narušením civilní plavby jsou obtížně vyčíslitelné, ale pravděpodobně ještě vyšší než přímé.